# Bazar
Pour les articles homonymes, voir Bazar (homonymie) et Bazaar.
 (novembre 2020).

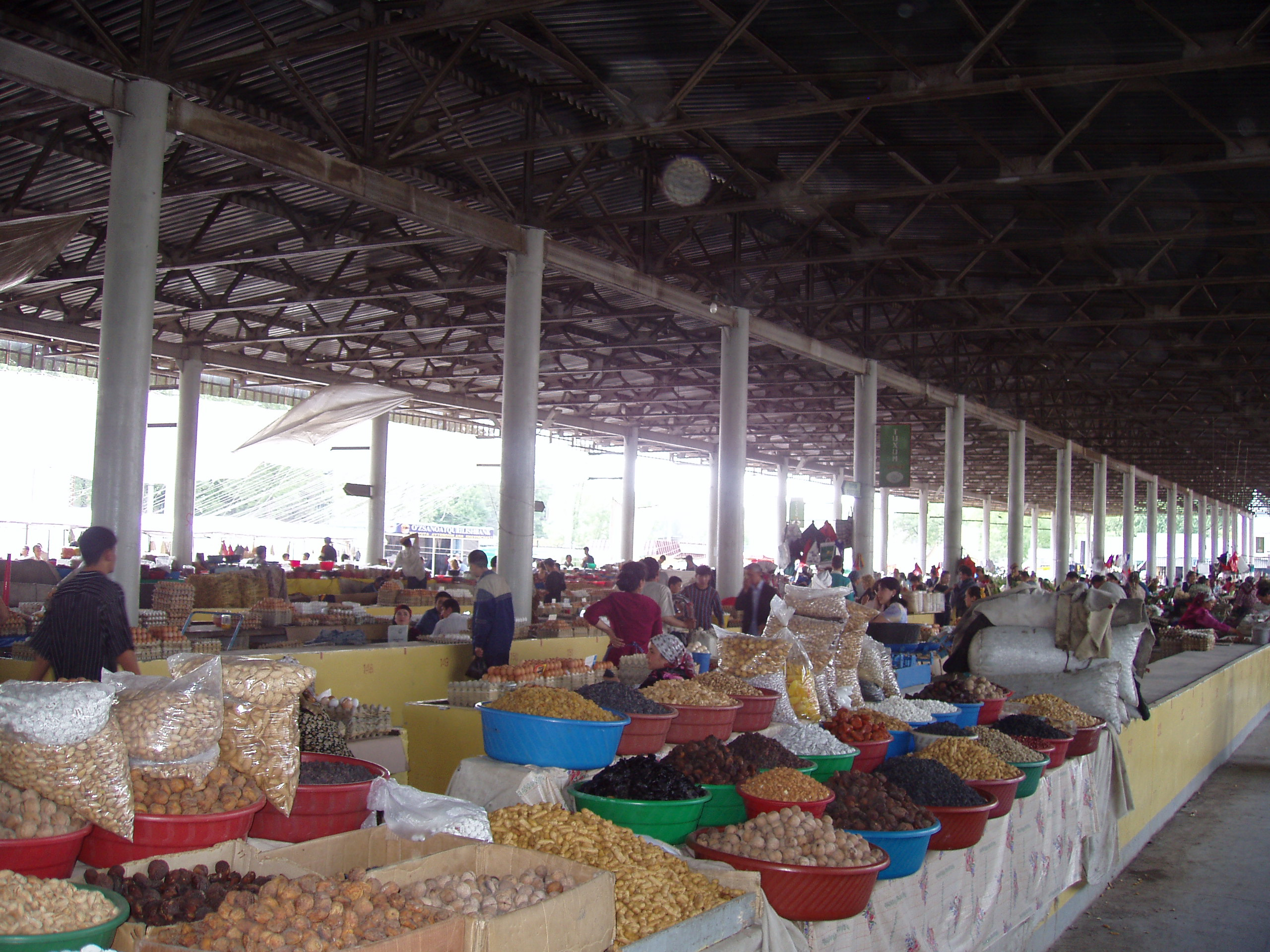
Le bazar alimentaire à Tachkent (Ouzbékistan)

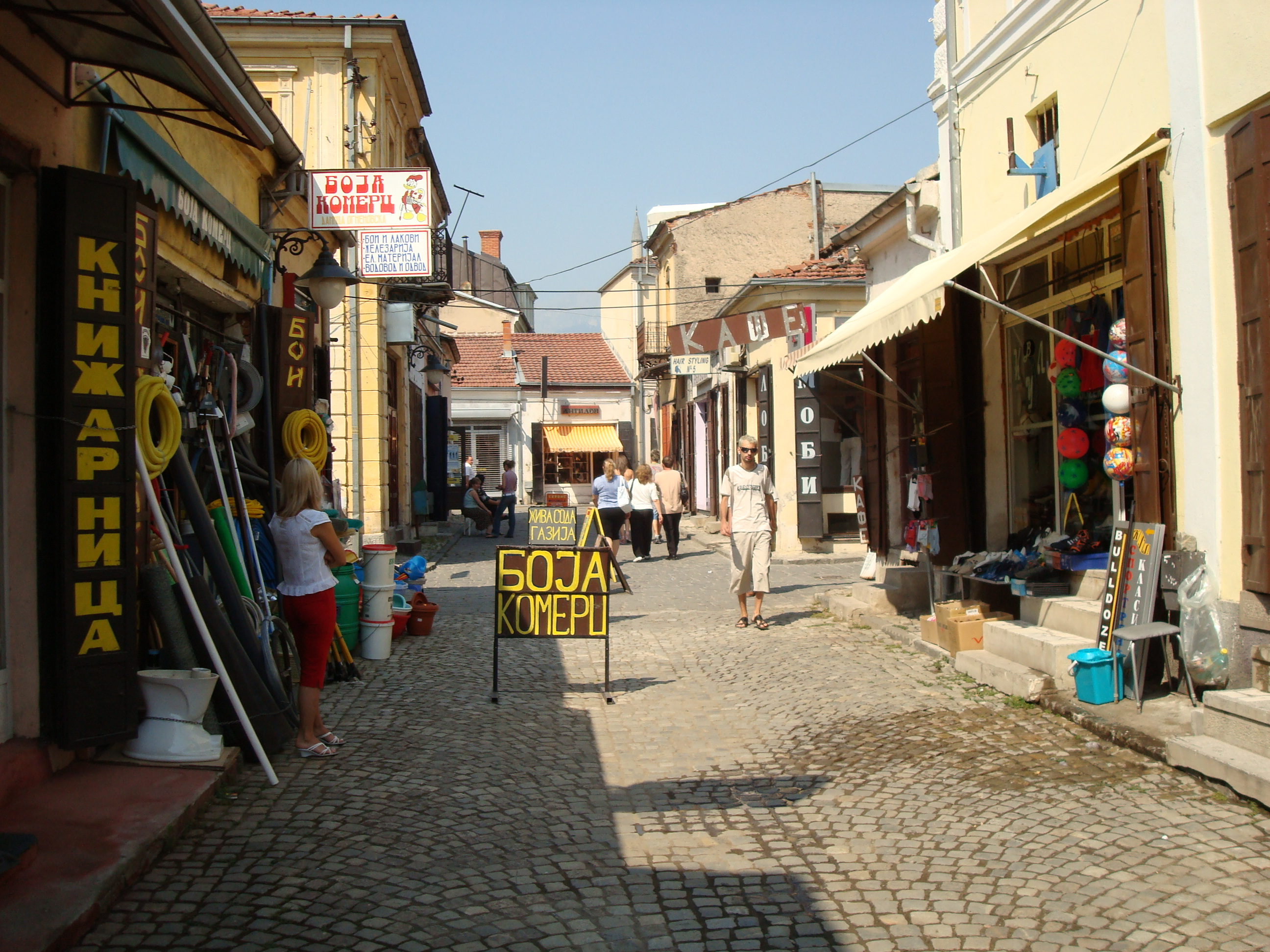
Le Vieux bazar de Bitola, en Macédoine du Nord

Le bazar (en persan : بازار, bāzār) est un marché ou un ensemble de magasins où biens et services sont disponibles à la vente et à l'achat. Le souk arabe est son équivalent. Bazar vient du vieux-persan wāzār, « rue ». Le mot est ensuite passé dans les pays arabes, la Turquie ottomane, l'Europe, l'Inde et même la Chine, et ce à travers les échanges commerciaux entre la Perse et ces régions qui remontent à l'Antiquité.
On y trouve aussi bien de l'alimentaire que de l'habillement, des bijoux, des poteries, etc. On peut également y trouver de nombreuses sortes d'épices qui parfument les ruelles. Le bazar contient des boutiques, mais également des ateliers et parfois des habitations. En général, dans un bazar, les prix ne sont pas fixes, et se négocient au moyen du marchandage.

## Origine
Les archéologues ont trouvé des traces de bazars dans différentes parties de l'Iran : près de Kermanshah (9 000 av. J.-C.), à Tepe Sialk et Hasanlu (6 000 av. J.-C.), à Shahr-e Sokhteh (3 000 av. J.-C.) et à Suse (à partir de 4 000 av. J.-C.). L'urbanisation ayant eu lieu en Iran à partir du IVe millénaire avant notre ère, a permis la croissance économique et l'augmentation des échanges, même avec les lieux lointains.
Les plans de Shahr-e Sokhteh (« la ville brûlée »), prouvent que la ville était divisée en plusieurs zones et que l'une de celles-ci était réservée au commerce.
À l'époque achéménide, les artisans étaient catégorisés et le bazar était une partie distincte de la ville, comme l'a commenté Xénophon.
À l'époque parthe, l'économie de l'Iran était basée sur l'agriculture et le commerce. C'est à cette époque qu'ont été construits les premiers caravansérails sur les routes commerciales, qui reliaient la Chine à Rome. Les bazars étaient alors placés au centre des villes.

## Structure et organisation du bazar en Iran

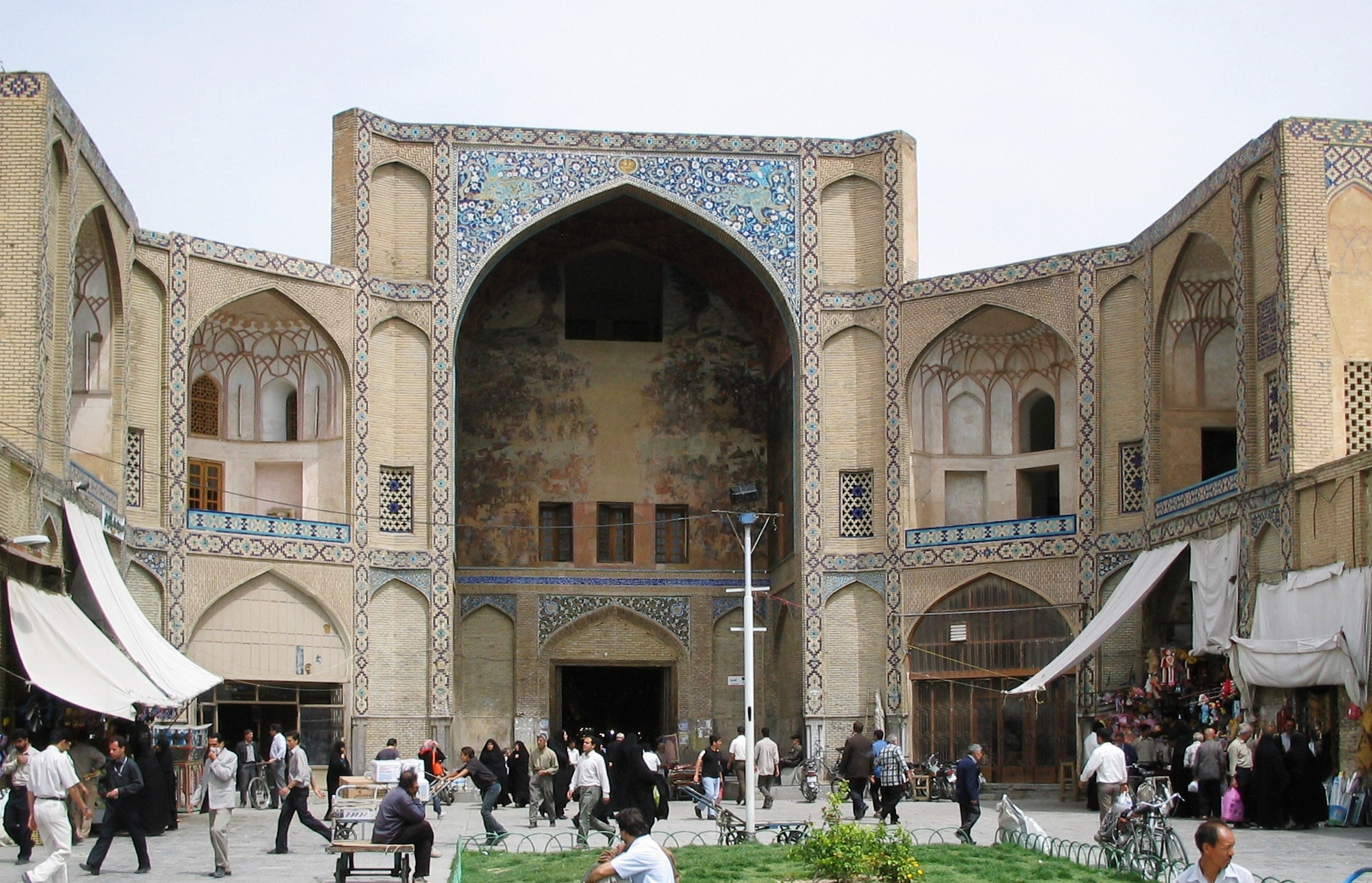
Entrée du grand bazar d'Ispahan.

Le bazar urbain est historiquement le cœur de la ville iranienne. Dans pratiquement toutes les villes, le bazar est constitué par des rues et des allées couvertes, bordées de petites échoppes regroupées par service ou par produit. Une partie contient les magasins de vêtements et de tissu, une autre partie regroupe les marchands et fabricants de tapis, et dans une autre, ceux qui travaillent le cuivre ou d'autres métaux, le coton ou la laine. Dans les petites villes, le bazar peut être juste une petite rue, dans les villes les plus grandes, comme Téhéran, Ispahan, Tabriz, Mashhad et Shiraz, le bazar est un écheveau de rues qui renferme des entrepôts, des restaurants, des bains, des mosquées, des écoles et des jardins en plus de centaines de magasins.

### Organisation interne (senf)
Tous les revendeurs d'un bazar sont organisés par produits vendus, tous regroupés dans un quartier du bazar, appelé senf en persan.
L'organisation des quartiers est fonction de plusieurs facteurs :
- L'attractivité du produit : les produits les plus artistiques sont placés près des endroits les plus « touristiques », ceux qui attirent le plus de monde, près des extrémités du bazar, par exemple.
- La sécurité du senf : les marchands d'or et de pierres précieuses se trouvent généralement près des mosquées, dans les endroits plus au cœur du bazar.
- La compatibilité des commerces : les produits qui présentent des similitudes sont rassemblés dans des quartiers voisins. Par exemple, les épices sont à côté des céréales.
- L'incompatibilité des produits : à l'inverse, les familles de produits les moins compatibles sont placées à deux extrémités du bazar.

Les buts de cette organisation en quartiers sont eux aussi multiples. L'organisation interne du bazar permet de contrôler la création de nouveaux commerces, de vérifier la qualité des produits avant d'acheter et de garder le bazar propre, chaque senf ayant son « équipe de nettoyage ».
Il existe même une hiérarchie au sein des senf. Chaque quartier possède un chef, généralement élu, appelé le kadkhoda. On trouve aussi des mohtaseb (« surveillants »), chargés de veiller au nettoyage, au bruit, à la circulation des hommes et des animaux. De plus, les mohtaseb parcourent le bazar pour rappeler aux vendeurs d'être honnêtes, et pour enregistrer les éventuelles plaintes des clients.

### Rue principale (Rasteh)

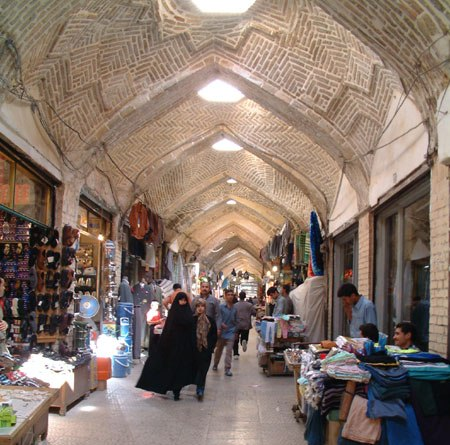
Un des rasteh du bazar de Zanjan, Iran.

Le premier système de déplacement dans le bazar est un axe de circulation central, appelé rasteh, généralement couvert sur toute sa longueur, et bordés sur ses deux côtés de magasins ou d'ateliers. À intervalles réguliers, on trouve des entrées voûtées donnant sur des caravansérails, des madreseh, des bains publics, des mosquées ou d'autres magasins.
L'intersection de deux rasteh est appelé chāhārsuq. Il existe plusieurs de ces rasteh dans un grand bazar, un seul dans les bazars des petites villes. Leur nombre et leur position dépendent du développement du commerce, mais leur organisation est souvent irrégulière, fonction du développement historique du bazar. Les rasteh secondaires servent de bazar à un type particulier de produit, comme les chaussures ou l'artisanat du bois.
Les rasteh périphériques servent aussi à connecter le bazar aux quartiers résidentiels qui l'entourent. Grâce à ces connexions, le bazar est ainsi relié à toute la ville. Le nombre de ces rasteh et leur emplacement dépend généralement du niveau de développement du commerce dans un quartier précis.

### Caravansérail

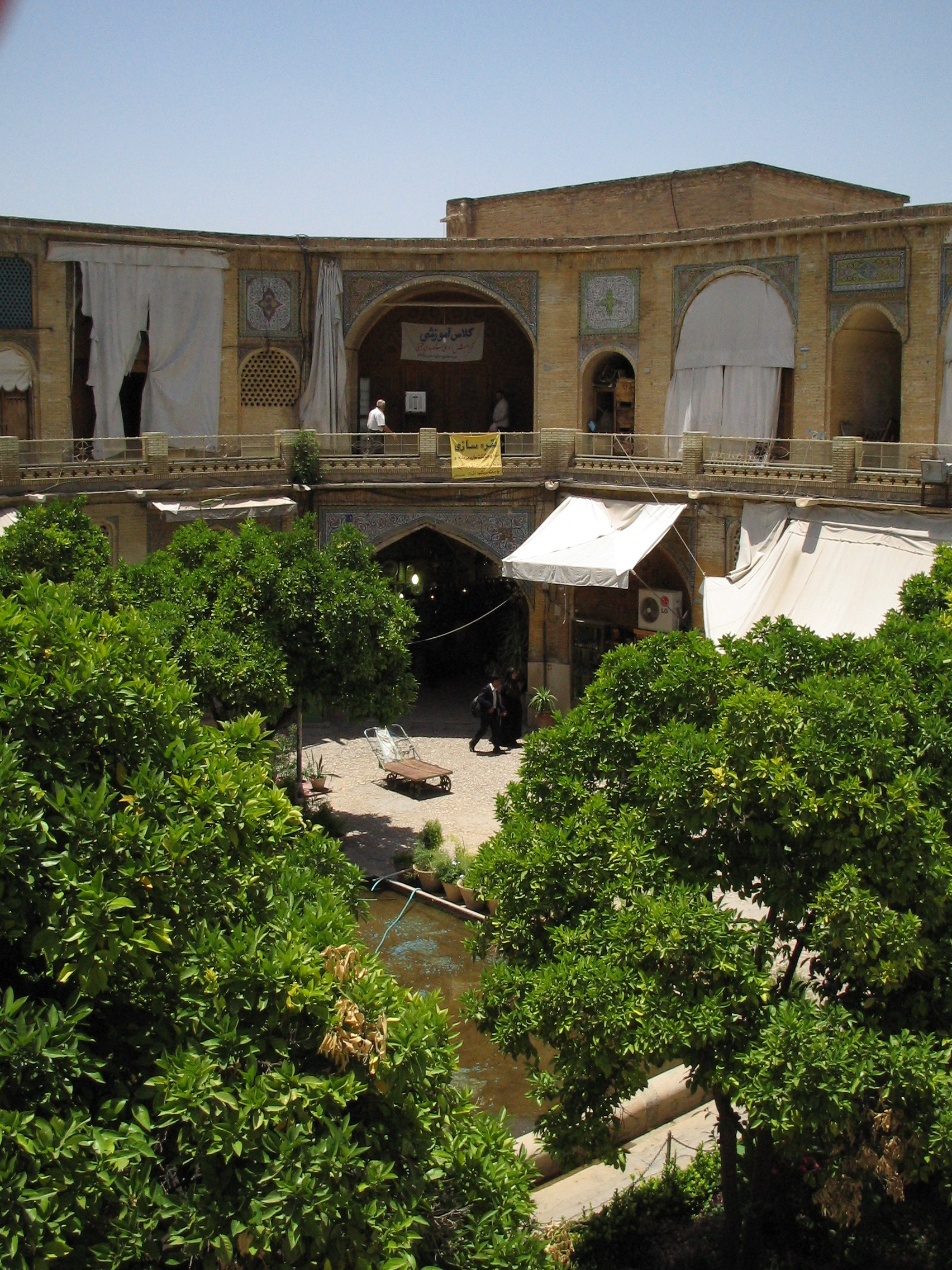
Un Sérail (aussi appelé Khan) au cœur du Bāzār-e Vakil de Shiraz.

Le caravansérail est considéré comme une des parties les plus importantes du bazar. C'est un hôtel pour les caravanes et les voyageurs individuels, qui permet aussi de stocker des marchandises pour le commerce. C'est là que la marchandise en gros venant de l'extérieur de la ville est vendue aux marchands au détail du bazar. Le caravansérail est ainsi une sorte de zone « tampon ». Certains caravansérails possèdent même des magasins au sein de leur structure. Ils sont généralement placés non loin du rasteh principal du bazar, ou près d'un chāhārsuq (« croisement »).
Certains des bâtiments possèdent un ou deux étages. Dans ce dernier cas, le rez-de-chaussée est réservé aux magasins ou aux étables et le second au logement des voyageurs.

#### Sérail et caravansérail
À côté des caravansérails, on trouve aussi des sérails. Le mot vient du persan Sarai, qui signifie « maison ». Sérail et caravansérail diffèrent par plusieurs aspects: taille, fonction, emplacement…
En ce qui concerne la taille, les caravansérails sont plus grands. On les trouve généralement plus près des zones d'habitation. Et ils remplissent aussi plus de fonctions: commerce bien sûr, mais ils servent aussi à accueillir les voyageurs et les hôtes étrangers.
Le sérail sert plutôt de complexe économique. Il s'agit d'un complexe à étages de magasins vendant les mêmes types de produits, situés autour d'une cour non couverte, possédant souvent un jardin ou un bassin. Le sérail est relié au rasteh par un couloir étroit appelé dehliz ou dalan, qui est bordé de magasins, vendant souvent des marchandises du même type que celles vendues au sérail. Les magasins sont au rez-de-chaussée et les ateliers à l'étage.
Les sérails et caravansérails sont séparés des rasteh par des corridors, fermés par des portes, qui servent à sécuriser les bâtiments la nuit.

### Halles couvertes (Timcheh)
Le Timcheh est un complexe économique conçu de la même manière que le sérail, mais de taille généralement moindre et souvent recouvert d'un toit. Les timcheh sont des bazars pour des produits spéciaux (tapis, antiquités…), qui se seraient développés sur le modèle des sérails et caravansérails depuis l'époque Safavide dans tout l'Iran.
Ils sont de plusieurs sortes :
- un espace carré ou rectangulaire à étage recouvert d'un toit, qui sert généralement pour les magasins d'antiquité ;
- un espace à étage, couvert ou pas, qui ressemble beaucoup au sérail ;
- un espace de plain-pied, couvert ou non.

### Magasins et ateliers (Hojre)

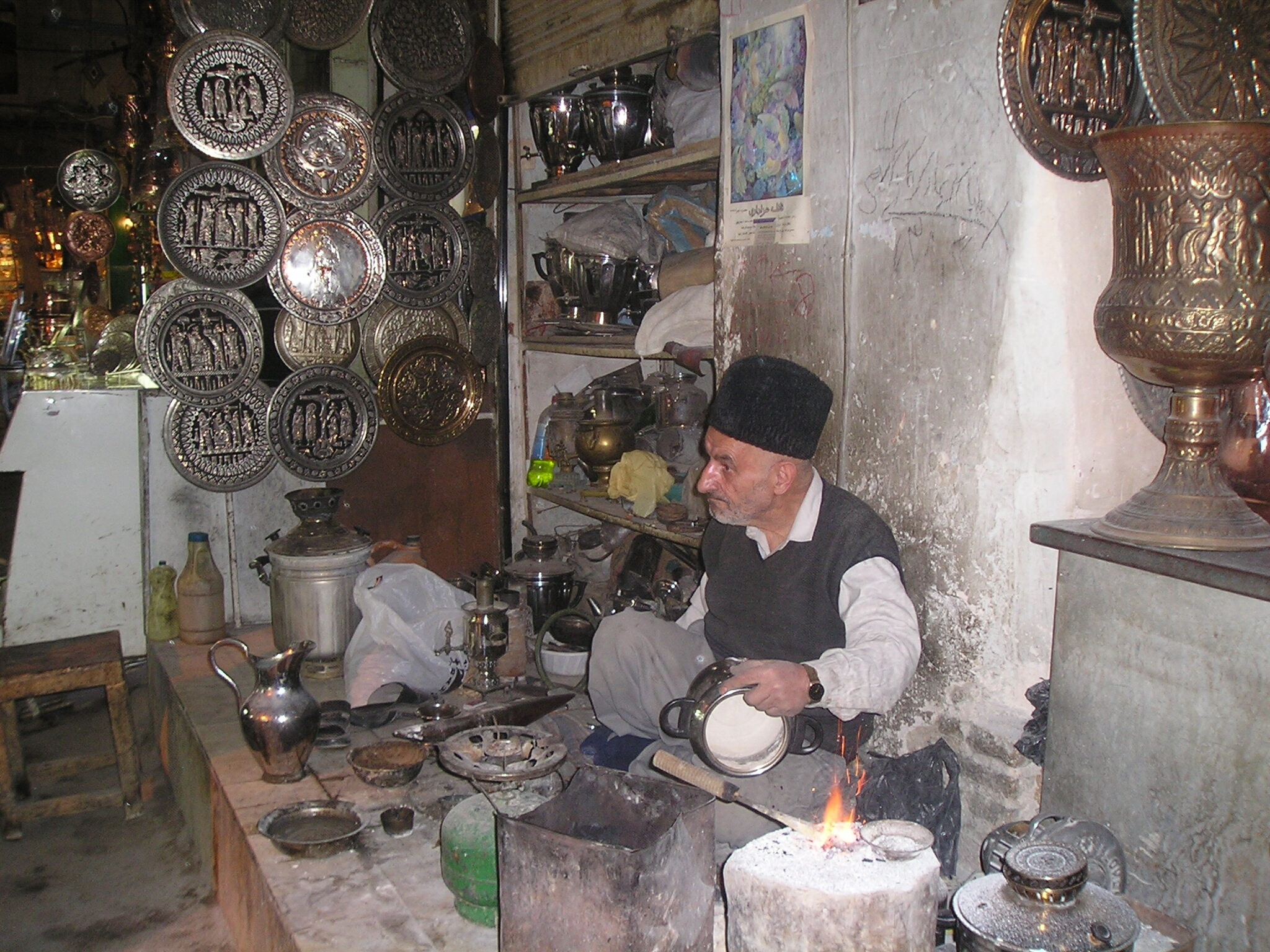
Atelier de dinandier dans le bazar d'Esfahan.

Les magasins et les ateliers, appelés hojreh sont plus simples et plus petits que les timcheh, mais ils sont l'élément le plus important d'un bazar. Ils sont situés de chaque côté d'un rasteh et des couloirs secondaires. Dans les grands bazars, les magasins ont souvent un étage, alors que dans les petits ils n'ont qu'un rez-de-chaussée. Le rez-de-chaussée est généralement l'espace commercial alors que l'étage accueille les marchandises stockées ou un atelier. Leur surface est généralement comprise entre 10 et 25 m2.
Il existe généralement un rapport entre la façon dont est reliée le magasin à l'allée du bazar selon le type de produits vendus. Dans les parties du bazar vendant de la nourriture, l'accès du client est rendu plus facile, afin qu'ils puissent venir facilement évaluer la marchandise. Dans d'autres parties du bazar qui ont besoin de sécurité, comme les vendeurs de bijouterie, les magasins sont un peu plus à l'écart de la rue.
La proximité de la rue principale du bazar détermine la valeur d'un magasin : plus il est près du rasteh principal, plus il est cher.

## Place du bazar dans la société iranienne contemporaine

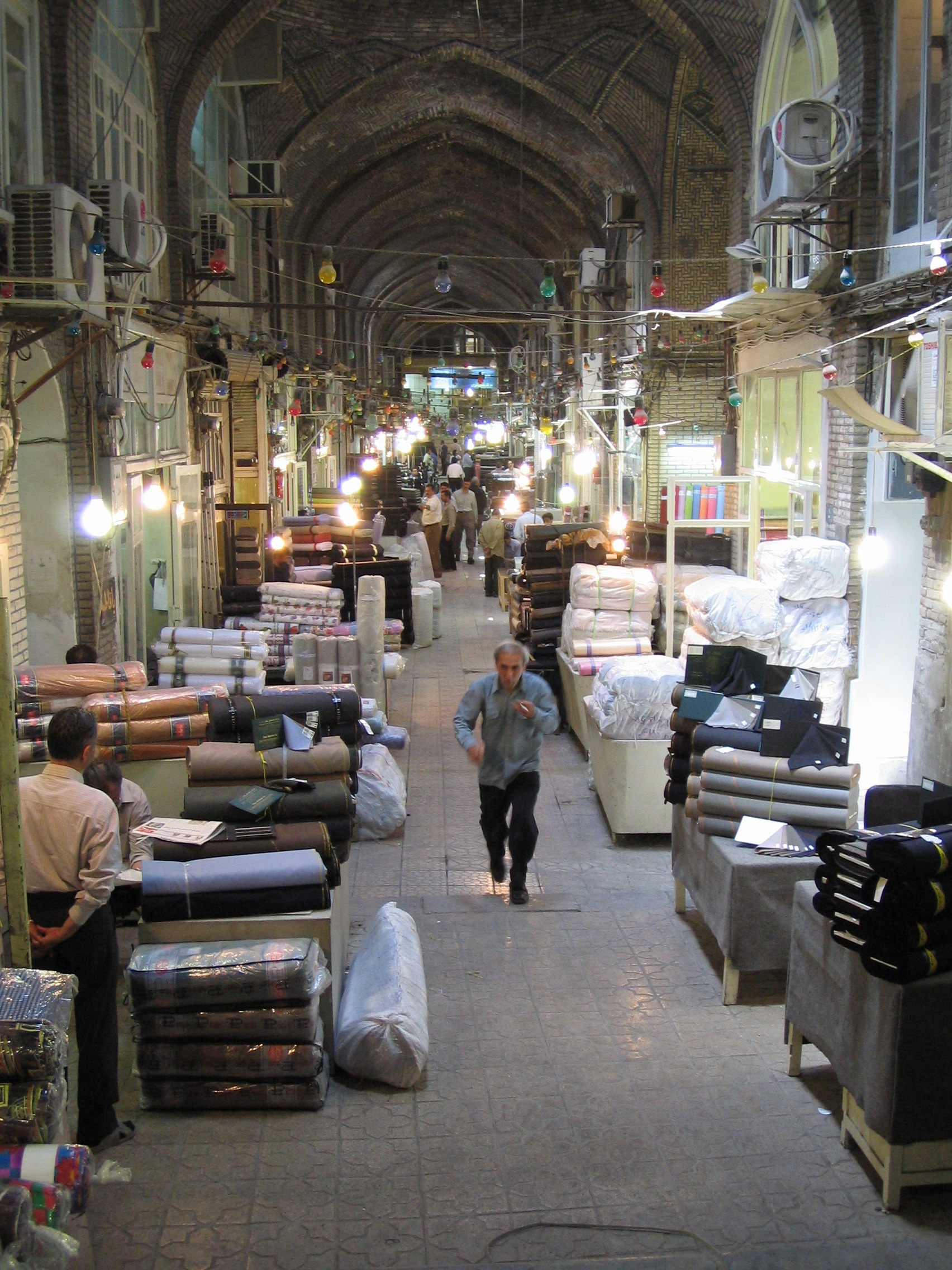
Une des rues dédiées au tissu du grand bazar de Téhéran.

Le bazar est une force économique, politique et sociale d'importance en Iran au moins depuis l'époque Qajare, et il a été la principale force d'opposition à l'élite politique pendant la plus grande partie du XXe siècle.
Les Pahlavi considéraient le bazar comme un frein à la société moderne qu'ils voulaient créer, et ils ont cherché à mettre en place des politiques visant à diminuer son importance. Ils étaient parfaitement conscients que l'alliance des artisans et commerçants du bazar (les bazaris) au clergé chiite représentait une menace sérieuse pour le gouvernement royal, comme cela avait été le cas en 1890 puis au cours de révolution constitutionnelle de l'Iran en 1905-1907. D'après certains chercheurs[Lesquels ?], c'est l'émergence d'une telle alliance en 1923-1924 qui aurait persuadé Reza Pahlavi de ne pas établir une république sur le modèle d'Atatürk mais de fonder une nouvelle dynastie, la sienne.
Reza Pahlavi reconnaissait le pouvoir potentiel du bazar, et il était apparemment déterminé à la contrôler. Tandis que ses programmes de laïcisation avaient affecté le clergé de manière contraire à ce qu'il espérait, la plupart de ses réformes économiques ont fait du tort au bazar. En conséquence, le bazar est resté un foyer de l'opposition aux Pahlavi. Pendant l'année 1978, le bazar a commandé les grèves qui ont paralysé certains secteurs de l'économie iranienne et qui ont fourni un soutien aux actions politiques du clergé chiite. L'alliance tant redoutée du clergé et du bazar était de nouveau en train de jouer un rôle majeur affectant le changement politique en Iran.
La République islamique a été encore plus prudente que les Pahlavi avec le bazar. Plusieurs des premiers programmes économiques mis en place par les gouvernements de la république islamique ont bénéficié au bazar ; néanmoins, la complexité de la gestion d'une économie affectée par la guerre Iran-Irak a amené le gouvernement à adopter des politiques auxquelles le bazar s'est opposé. En général, les dirigeants d'un gouvernement ont donné la préférence à des degrés variés de régulation et d'interventionnisme de l'État sur les sujets économiques tels que le prix des produits de base et le commerce extérieur, alors que les entrepreneurs, les bazaris ainsi que certains membres importants du clergé se sont opposés à de telles régulations. Ce désaccord sur le rôle de l'État dans l'économie et dans les affaires du bazar explique l'émergence de deux factions au sein de l'élite politique.

## Quelques exemples de bazars

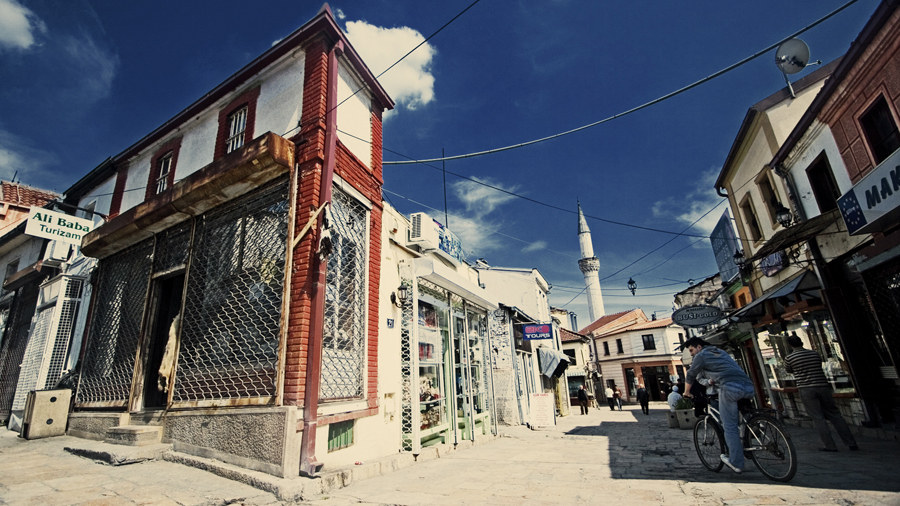
Le Vieux bazar de Skopje, en République de Macédoine.

- Le bazar Deepavali dans le quartier Little India de SingapourBazar de Fès au Maroc.

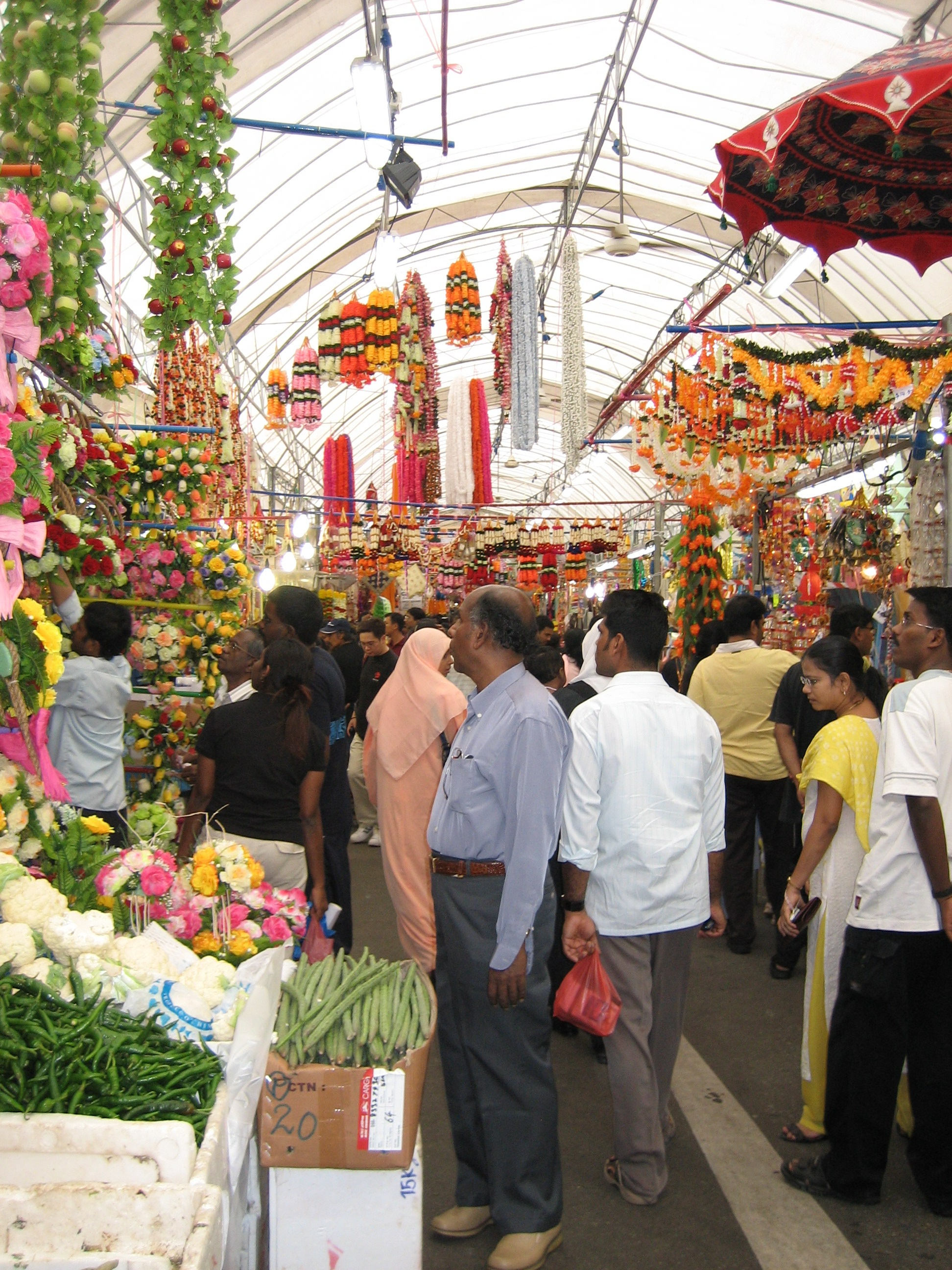
Le bazar Deepavali dans le quartier Little India de Singapour

- Le Kapalı çarşı (marché couvert) ou Grand Bazar d'Istanbul est peut-être l'un des plus grands marchés au monde. Il a été fondé par le sultan Mehmet II vers 1461.
- Le grand bazar d'Ispahan, fondé par Shah 'Abbas, relie la ville du XVIIe siècle (maydan) à la mosquée du vendredi, édifiée dès le Xe siècle. On y trouvait même, au premier étage, un emplacement pour l'orchestre du Shah, le naqqar khana.
- Le Vieux bazar de Skopje est le plus grand bazar d'Europe en dehors d'Istanbul. Il a été aménagé par les Ottomans au XVe siècle.
- Le Vieux bazar de Bitola, également situé en Macédoine du Nord.
- Baščaršija, à Sarajevo, en Bosnie-Herzégovine.
- À Madagascar, le bazar (bazary) est une place de Marché où l'on peut trouver des produits de première nécessité et des articles utiles au quotidien. Apporté par les marins qui faisaient du commerce, le mot « bazar » est plus utilisé sur les côtes de l'île.